# Paul Young (calciatore vanuatuano)
Paul Young (3 ottobre 1988) è un calciatore vanuatuano, di ruolo difensore.

## Carriera

### Club
Ha giocato nella prima divisione di Vanuatu.

### Nazionale
Ha debuttato in Nazionale il 3 giugno 2012, in Vanuatu-Samoa (5-0). Ha partecipato, con la Nazionale, alla Coppa delle nazioni oceaniane 2012. Ha collezionato in totale, con la maglia della Nazionale, due presenze.